# Карл фон Мандершайд-Геролщайн
Карл фон Мандершайд-Геролщайн (на немски: Karl von Manderscheid-Gerolstein; * 18 август 1574; † 20 ноември 1649) е граф на Мандершайд-Геролщайн (1611 – 1649).

## Произход
Той е шестият син (10 дете от 13 деца) на граф Йохан Герхард фон Мандершайд-Геролщайн (1536 – 1611) и вилд-и Рейнграфиня Маргарета фон Нойвил-Даун (1540 – 1600), дъщеря на вилд-и Рейнграф Филип Франц фон Залм-Даун-Нойфвил (1518 – 1561) и Мария Египтиака фон Йотинген-Йотинген († 1559), дъщеря на граф Лудвиг XV фон Йотинген-Йотинген (1486 – 1557).

## Фамилия
Карл се жени на 29 февруари 1604 г. за Анна Салома фон Мандершайд-Вирнебург (* 20 октомври 1578; † 5 април 1648), наследничка на Кроненбург, дъщеря на Йоахим фон Мандершайд-Нойербург-Вирнебург († 1582), губернатор на Люксембург, и Магдалена фон Насау-Висбаден-Идщайн (1546 – 1604), дъщеря на граф Адолф IV фон Насау-Висбаден-Идщайн (1518 – 1556). Те имат 9 деца:
- Фердинанд Карл (1605 – 1636)
- Антония Елизабет (* 1607; † 1638), омъжена на 5 март 1628 г. за граф Йохан Арнолд фон Мандершайд-Бланкенхайм (* 13 септември 1606; † 26 септември 1644)
- Елизабет († 1611)
- Мария
- Ерика Кристина († 10 февруари 1666)
- Анна Кристина († 14 февруари 1681)
- Фердинанд Лудвиг (* 1613; † пр. 21 март 1670), женен 1640 г. за графиня Доротея Катарина фон Льовенщайн-Вертхайм-Рошфор (* 12 декември 1618; † 1660)
- Вилхелм Ернст (1614 – 1683)
- Филип Салентин († 5/27 април 1680)